# Taeniotes cayennensis
Taeniotes cayennensis là một loài bọ cánh cứng trong họ Cerambycidae.